# Seznam zápasů východoněmecké fotbalové reprezentace na MS
Východoněmecká fotbalová reprezentace byla celkem 1x na mistrovstvích světa ve fotbale a to v roce 1974.
- Aktualizace po MS 1974 - Počet utkání - 6 - Vítězství - 2x - Remízy - 2x - Prohry - 2x

| Číslo | Soupeř     | Výsledek | MS      | Fáze turnaje      | Góly NDR                                  |
| ----- | ---------- | -------- | ------- | ----------------- | ----------------------------------------- |
| 1.    | Austrálie  | 2 – 0    | MS 1974 | Skupinová fáze    | Colin Curran vlastní AUS, Joachim Streich |
| 2.    | Chile      | 1 – 1    | MS 1974 | Skupinová fáze    | Martin Hoffmann                           |
| 3.    | SRN        | 1 – 0    | MS 1974 | Skupinová fáze    | Jürgen Sparwasser                         |
| 4.    | Brazílie   | 0 – 1    | MS 1974 | semifinálová fáze | Ne                                        |
| 5.    | Nizozemsko | 0 – 2    | MS 1974 | semifinálová fáze | Ne                                        |
| 6.    | Argentina  | 1 – 1    | MS 1974 | semifinálová fáze | Joachim Streich                           |